# Fritt vilt
Fritt Vilt (br Presos no Gelo) é um filme norueguês de 2006, dos gêneros drama, suspense e terror, dirigido por Roar Uthaug com roteiro de Jerry Schafer. O gélido slasher, vindo da Noruega, onde se troca o habitual clima bucólico dos acampamentos e brincadeiras em lagos por montanhas de gelo e adolescentes praticando snowboard.

## Sinopse
É inverno, e um grupo de cinco jovens sai para as montanhas para se aventurar e praticar snowboarding. Eles estão se divertindo nas altas montanhas de neve, realizando manobras radicais, quando um deles cai e acaba quebrando uma perna. Eles, então, vão à procura de um abrigo e acabam encontrando um hotel abandonado. No local não há pessoas por perto e todos os celulares estão fora da área de cobertura. A linha telefônica não funciona, mas mesmo assim os jovens aventureiros decidem passar a noite lá. O que eles jamais imaginavam é que este misterioso hotel é amaldiçoado e, a partir do momento em que eles tomaram a decisão de entrar, estavam fadados a viver os piores pesadelos de suas vidas.

## Elenco
- Ingrid Bolsø Berdal como Jannicke
- Rolf Kristian Larsen como Morten Tobias
- Viktoria Winge como Ingunn
- Tomas Alf Larsen como Eirik
- Endre Martin Midtstigen como Mikal
- Rune Melby como Fjellmannen - O homem da montanha